# Carl Hartmann (Politiker)
Carl Friedrich Christian Hartmann (* 4. Dezember 1853 in Sachsenhausen; † 16. Mai 1925 ebenda) war ein deutscher Sparkassenrendant und Politiker.
Carl Hartmann war der Sohn des Landwirts Friedrich Hartmann (1821–1885) und dessen Ehefrau Katharina geborene Schäfer (1826–1892). Er heiratete am 24. Juni 1883 in Sachsenhausen Marie Knoche (1856–1925). Er arbeitete als Sparkassenrendant in Sachsenhausen. 1887 bis 1893 und erneut 1911 bis 1919 war er für den Wahlkreis Kreis der Eder Abgeordneter im Landtag des Fürstentums Waldeck-Pyrmont.